# Pleasant Dreams
Pleasant Dreams è il sesto album studio del gruppo punk Ramones, pubblicato nel 1981 dalla Sire Records.
La copertina dell'album è stata la prima dei Ramones a non mostrare neanche un membro della band. È stato ristampato in versione rimasterizzata dalla Rhino Records nel 2002.
Il brano We want the airwaves è stato incluso nella colonna sonora del film Airheads - Una band da lanciare (1994).
In Argentina è stato distribuito con il titolo Sueños Agradables.

## Descrizione

### 7-11
7-11 narra di un incontro con una ragazza che stava giocando a Space Invaders al 7-11.

Il protagonista s'innamora di lei e, dopo una notte, le cose sembrano andare molto bene: 

Ma succede l'imprevedibile: dopo essersi salutati ed abbracciati, l'ultima cosa che viene a sapere il protagonista è che lei è deceduta a causa di un incidente stradale: 

La canzone si conclude poi con una tragica constatazione: 
Ora tutto ciò che mi resta è tristezza e dolore, qui fuori sotto la pioggia.
Non è mai stato chiarito se questa canzone si basasse su una storia vera.

## Tracce
1. We Want the Airwaves - 3:20 - (Joey Ramone)
2. All's Quiet on the Eastern Front - 2:12 - (Dee Dee Ramone)
3. The KKK Took My Baby Away - 2:31 - (Joey Ramone)
4. Don't Go - 2:46 - (Joey Ramone)
5. You Sound Like You're Sick - 2:40 - (Dee Dee Ramone)
6. It's Not My Place (In the 9 to 5 World) - 3:22 - (Joey Ramone)
7. She's a Sensation - 3:26 - (Joey Ramone)
8. 7-11 - 3:33 - (Joey Ramone)
9. You Didn't Mean Anything to Me - 2:59 - (Dee Dee Ramone)
10. Come On Now - 2:30 - (Dee Dee Ramone)
11. This Business Is Killing Me - 2:39 - (Joey Ramone)
12. Sitting in My Room - 2:30 - (Dee Dee Ramone)

### Tracce Bonus nella versione 2002 (Rhino)
1. Touring (versione del 1981) – 2:49
2. I Can't Get You Out of My Mind – 3:24
3. Chop Suey (alternate version) (Joey Ramone) – 3:32
4. Sleeping Troubles (demo) – 2:07
5. Kicks to Try (demo) – 2:09
6. I'm Not an Answer (demo) – 2:55
7. Stares in This Town (demo) – 2:26

## Formazione
- Joey Ramone - voce
- Johnny Ramone - chitarra
- Dee Dee Ramone - basso e voce d'accompagnamento
- Marky Ramone - batteria